# Derby Wielkopolski w piłce nożnej
Derby Wielkopolski – derby w polskiej piłce klubowej pomiędzy Lechem Poznań i Dyskobolią Grodzisk Wielkopolski. Ponadto za uczestnika derbów uznawano także klub Amica Wronki.

## Mecze Lech Poznań – Dyskobolia Grodzisk w ekstraklasie
| Sezon     | Gospodarz   | Gospodarz  | Gospodarz |
| Sezon     | Lech Poznań | Dyskobolia |           |
| 1997/1998 | 3:1         | 0:1        |           |
| 1999/2000 | 0:0         | 1:2        |           |
| 2002/2003 | 2:3         | 4:1        |           |
| 2003/2004 | 1:3         | 2:4        |           |
| 2004/2005 | 2:2         | 1:0        |           |
| 2005/2006 | 4:1         | 3:1        |           |
| 2006/2007 | 2:2         | 1:0        |           |
| 2007/2008 | 2:1         | 1:0        |           |

## Mecze w III lidze
| Sezon     | Gospodarz   | Gospodarz  | Gospodarz |
| Sezon     | Lech Poznań | Dyskobolia |           |
| 1964/1965 | -           | 0:2        |           |

## Mecze w Pucharze Polski
| Sezon     | Gospodarz   | Gospodarz  | Gospodarz |
| Sezon     | Lech Poznań | Dyskobolia |           |
| 2001/2002 | 0:2         | -          |           |

## Mecze w Pucharze Ekstraklasy
| Sezon     | Gospodarz   | Gospodarz  | Gospodarz |
| Sezon     | Lech Poznań | Dyskobolia |           |
| 2006/2007 | 0:2         | 2:1        |           |

## Statystyki
Do tej pory Lech rozegrał z Dyskobolią 20 oficjalnych spotkań. 

Stosunek bramek w meczach Lech Poznań – Dyskobolia Grodzisk : 26-32 (Ekstraklasa 23-26, III Liga 2-0, PP 0–2, PE 1-4).
| Rozgrywki          | Zwycięstwa Lecha | Remisy | Zwycięstwa Dyskobolii |
| Ekstraklasa        | 6                | 3      | 7                     |
| III liga           | 1                | 0      | 0                     |
| Puchar Polski      | 0                | 0      | 1                     |
| Puchar Ekstraklasy | 0                | 0      | 2                     |
| RAZEM              | 7                | 3      | 11                    |